# Companies House
Companies House es el registro mercantil del Reino Unido y es una agencia ejecutiva y un fondo comercial del Gobierno del Reino Unido. Tiene su sede central en Cardiff, Gales. Depende del Departamento de Negocios, Energía y Estrategia Industrial (BEIS) y también es miembro del Public Data Group. Todas las formas de sociedades (según lo permitido por la Ley de Sociedades del Reino Unido) se incorporan y registran en Companies House y registran detalles específicos según lo exige la actual Ley de Sociedades de 2006. Todas las sociedades de responsabilidad limitada registradas, incluidas las filiales, las pequeñas empresas y las sociedades inactivas, deben presentar sus estados financieros anuales además de las cuentas anuales de la empresa, pasando todos a ser registros públicos. Sólo algunas sociedades no limitadas registradas (que cumplen ciertas condiciones) están exentas de este requisito.
El Reino Unido cuenta con un sistema de registro de empresas desde 1844 y la actual regulación data de 2006.